# Protounguicularia
Protounguicularia is een geslacht van schimmels behorend tot de familie Hyaloscyphaceae. De typesoort is Protounguicularia brevicapitata.

## Soorten
Volgens Index Fungorum telt het geslacht acht soorten (peildatum maart 2023):
| Soortnaam                       | Auteur(s)                                        | Publicatiejaar |
| ------------------------------- | ------------------------------------------------ | -------------- |
| Protounguicularia barbata       | (Velen.) Huhtinen                                | 1987           |
| Protounguicularia brevicapitata | Raitv. & R. Galán                                | 1986           |
| Protounguicularia fasciculata   | (Etayo) Etayo                                    | 2010           |
| Protounguicularia hispidula     | (Etayo) Etayo                                    | 2017           |
| Protounguicularia nephromatis   | (Zhurb. & Zavarzin) Huhtinen, D. Hawksw. & Ihlen | 2008           |
| Protounguicularia transiens     | (Höhn.) Hutinen                                  | 2008           |
| Protounguicularia usneae        | Etayo                                            | 2017           |
| Protounguicularia vandae        | (Velen.) Svrcek                                  | 1992           |